# Platycnemis acutipennis
Espèce
Statut de conservation UICN

 LC  : Préoccupation mineure
Platycnemis acutipennis, le pennipatte orangé ou l'agrion orangé, est une espèce de demoiselles appartenant à l'ordre des odonates.

## Description
- Thorax jaune avec des bandes noires[2]
- Abdomen orangé

## Répartition
Espagne, France.